# Agnès du Palatinat
Agnès du Palatinat (1201–1267) ou Agnès de Brunswick est la fille de Henri IV du Palatinat et de sa première femme Agnès de Staufen, fille de Conrad Ier du Palatinat. Agnès est duchesse de Bavière par son mariage avec Othon II de Bavière.

## Famille
Les grands-parents paternels d’Agnès sont Henri XII de Bavière et sa seconde femme Mathilde d'Angleterre (1156-1189). 
Mathilde est la fille de Henri II d'Angleterre et de la célèbre Aliénor d'Aquitaine. Henri II est le fils de Geoffroy V d'Anjou et de sa femme Mathilde l'Emperesse.
Agnès est la plus jeune des trois enfants que son père a eu dans ses deux mariages. Le père de sa seconde femme, aussi appelée Agnès, est la fille de Conrad II de Lusace. La sœur aînée d'Agnès est Ermengarde de Bade, femme de Hermann V de Bade-Bade, et son frère est Henri V du Palatinat.

## Mariage
Agnès épouse Othon II de Bavière à Worms en 1222. Par ce mariage, la Maison de Wittelsbach hérite le Palatinat du Rhin qui reste dans leur possession jusqu'en 1918. Depuis ce temps, le lion devient symbole héraldique dans le blason de la Bavière et du Palatinat.
En 1231, à la mort de Louis Ier de Bavière, père d'Othon, Othon et Agnès deviennent duc et duchesse de Bavière.
Après la fin d'un conflit avec l'empereur Frédéric II du Saint-Empire, Othon rejoint le parti de la Maison de Hohenstaufen en 1241. Leur fille Élisabeth est mariée avec Conrad IV du Saint-Empire, fils de Frédéric. Pour cette raison, Othon est excommunié par le Pape.
Othon meurt le 29 novembre 1253. Agnès meurt quatorze années plus tard, le 16 novembre ou 16 décembre 1267. Elle est enterrée à Scheyern.

## Descendance
Durant les trente-cinq années de leur mariage, le couple a cinq enfants :
1. Élisabeth de Bavière (vers 1227, Landshut – 9 octobre 1273), mariée :
  1. en 1246 à Vohburg an der Donau avec Conrad IV de Hohenstaufen,
  2. en 1259 à Munich avec le comte Meinhard de Goritz, du Duché de Carinthie ;
2. Louis II de Bavière (13 avril 1229, Heidelberg – 2 février 1294, Heidelberg) ;
3. Henri XIII de Bavière (19 novembre 1235, Landshut – 3 février 1290, Burghausen) ;
4. Sophie (1236, Landshut – 9 août 1289, château de Hirschberg), mariée en 1258 avec le comte Gerhard IV de Sulzbach et Hirschberg ;
5. Agnès (vers 1240 – vers 1306), une nonne.